# Montmurat
Montmurat település Franciaországban, Cantal megyében. Lakosainak száma 134 fő (2022. január 1.). Montmurat Livinhac-le-Haut, Saint-Santin, Saint-Santin-de-Maurs és Montredon községekkel határos.

## Népesség
A település népességének változása:
| Lakosok száma | 136  | 148  | 116  | 151  | 128  | 132  | 134  | 135  | 134  | 134  |
|               | 1968 | 1982 | 1990 | 2006 | 2013 | 2015 | 2017 | 2019 | 2020 | 2022 |